# Jugon-les-Lacs (gemeente)
Jugon-les-Lacs is een gemeente in het Franse departement Côtes-d'Armor, in de regio Bretagne. Jugon-les-Lacs maakt deel uit van het arrondissement Saint-Brieuc. De gemeente telde 2.528 inwoners op 1 januari 2022.

## Ontstaan
Jugon-les-Lacs - Commune nouvelle is op 1 januari 2016 ontstaan uit een fusie van de gemeenten Dolo en Jugon-les-Lacs. Op 1 januari 2024 werd de gemeente officieel hernoemd naar Jugon-les-Lacs.

## Geografie
De oppervlakte van Jugon-les-Lacs - Commune nouvelle bedroeg op 1 januari 2022 38,03 vierkante kilometer; de bevolkingsdichtheid was toen 66,5 inwoners per km².
De onderstaande kaart toont de ligging van Jugon-les-Lacs - Commune nouvelle met de belangrijkste infrastructuur en aangrenzende gemeenten.

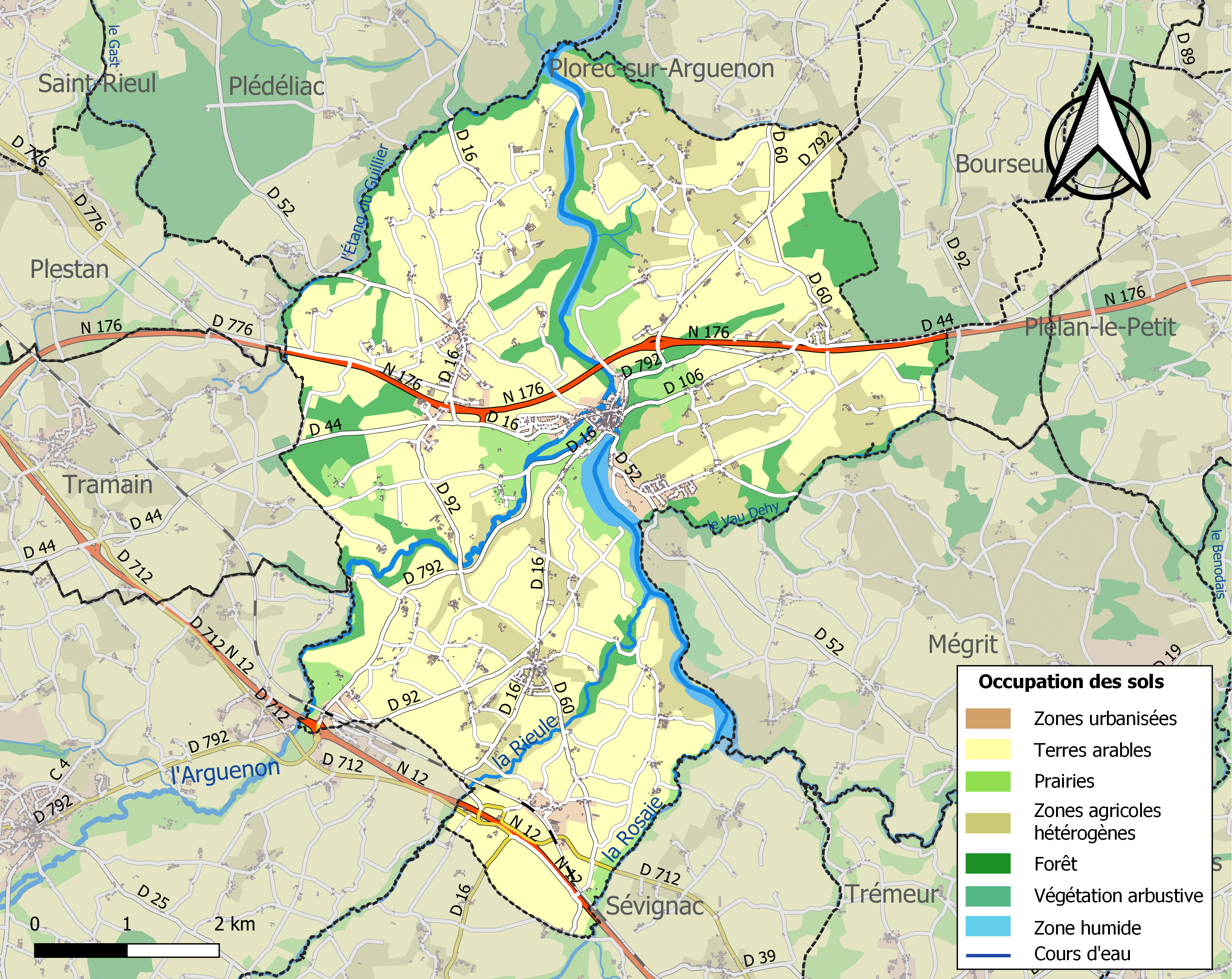